# Ernest Crofts

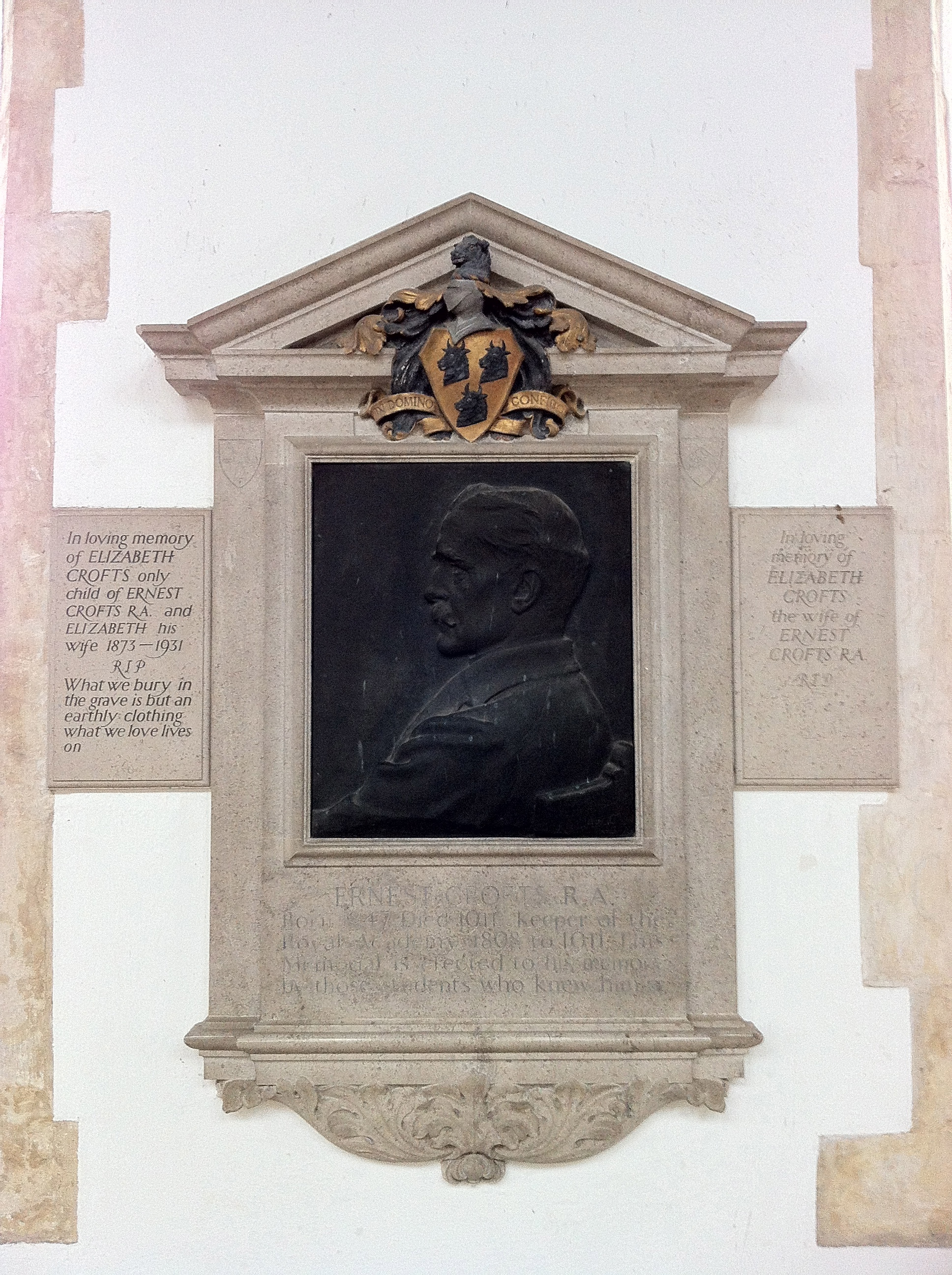
Memorial a Ernest Crofts a l'església de la Santa Trinitat, Blythburgh

Ernest Crofts   (Leeds, 15 de setembre de 1847 - Londres, 19 de març de 1911) va ser un pintor britànic d'escenes històriques i militars.

## Biografia
Nascut a Leeds el 15 de setembre de 1847, Ernest era fill de John Crofts, Esq. d'Adal, prop de Leeds, jutge de pau i net del reverend. W. Crofts, BD, vicari de North Grimston, prop de Malton, Yorkshire. Un dels seus oncles materns era el Rev. William Carr, BD de Bolton Abbey, Yorkshire. La seva mare era Ellen Wordsworth, filla d'un industrial de Leeds. Ernest va estudiar a l'escola de rugbi durant diversos anys, i després es va dirigir a Berlín, on va desenvolupar el seu interès per l'art i va decidir dedicar-se a la carrera de pintor. El seu primer coneixement de la guerra es va fer el 1864 quan va acompanyar un metge prussià a la Guerra de Schleswig-Holstein i les operacions al voltant de Düppel. La seva germana Ellen Wordsworth Crofts es va casar amb Sir Francis Darwin i va ser la mare de la poeta Frances Cornford.
Va tornar a Londres i es va convertir en alumne amb AB Clay, però va tornar a Alemanya uns anys més tard, aquesta vegada estudiant a l'escola de pintura de Düsseldorf a Europa, on va estudiar amb l'artista militar alemany, Emil Hünten, ell mateix un ex- deixeble d’Horace Vernet, i aleshores pintor militar i històric de l'emperador prussià. Sota Hünten, el talent de Crofts com a pintor militar va créixer, i el 1874 va exposar Retreat, que representa un episodi de la guerra francoprussiana durant la batalla de Gravelotte, i el mateix any, una altra escena del mateix conflicte, One touch cosa que li va guanyar la medalla del premi Crystal Palace. Ambdues escenes van estar influenciades per l'experiència de l'artista de presenciar algunes de les etapes finals de la guerra, especialment les batalles de Weissenbourg, Wörth i el setge d’Estrasburg. Mentre contribuïa regularment a l'exposició anual de la Royal Academy, va continuar vivint a Düsseldorf on va conèixer la seva futura esposa.

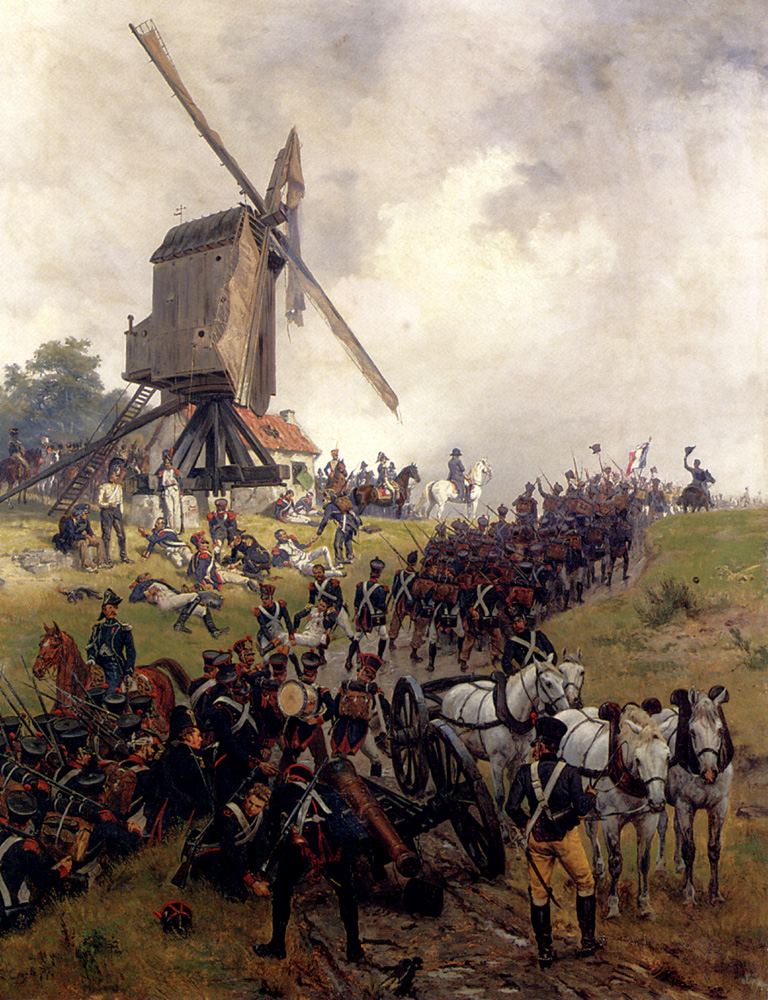
Ligny d'Ernest Crofts (1875)

El 1875, Crofts va exposar Ligny a la Royal Academy of Arts (RA) i a l'Exposició Internacional de Filadèlfia. L'any següent va veure la seva imatge que representava El matí de la batalla de Waterloo que va capturar l'alba del dia amb les tropes cansades i esquitxades. Un crític ho va descriure de la següent manera: "El gran llenç del senyor Crofts és admirable en l'agrupació dels soldats el matí de la batalla; comença el dia, en una companyia cansada, ferida i tacada de fang, alguns ajaguts al nu. terra amb motxilles per als coixins, alguns amunt i preparant la marxa. L'artilleria està en moviment, i la nota de preparació està sonant. El to de la imatge ens recorda a l'escola francesa". Les primeres imatges notables de l'artista de la Guerra Civil anglesa es van exposar el 1877, una de les quals representava Oliver Cromwell a Marston Moor. El mateix any, va rebutjar l'oferta d'un nomenament de pintor militar al príncep de Rumania per ser adscrit al seu estat major durant la Guerra russo-turca (1877-1878).
Crofts va ser escollit associat de la RA el 19 de juliol de 1878, l'any que es va mostrar la seva imatge, Wellington en la seva marxa de Quatre Bras a Waterloo. El mateix any, el seu quadre titulat El matí de la batalla de Waterloo es va mostrar a l'Exposició Internacional de París; això representava l'exèrcit francès retirant-se del camp de batalla, amb Napoleó deixant el seu carruatge i preparant-se per muntar el seu cavall. L'artista va caminar i va dibuixar gran part de l'àrea al voltant del camp de batalla de Waterloo, incloent La Haye Sainte, Hougoumont i La Belle Alliance. El 1896, va ser elegit acadèmic de la Royal Academy of Arts, i el seu treball de diploma, una escena de la guerra civil, es va titular Al rescat. Dos anys més tard va succeir a Philip Calderon com a guardià i síndic de la RA, que li va donar allotjament a Burlington House. De fet, era el director en cap de les escoles d'art de l'acadèmia, així com el custodi principal de la Diploma Galley, que requeria "fermesa, amabilitat i tacte", segons un obituari, i Crofts es va destacar per la seva "manera agradable, la seva bona aparença, i la seva amabilitat de caràcter" que el van convertir en un porter ideal.
A més d'escenes històriques, Crofts va pintar alguns esdeveniments militars contemporanis. El 1901, per exemple, el rei li va encarregar un quadre del repartiment de les medalles de Guerra després de la Segona Guerra Bòer. Dos anys més tard, va pintar una gran escena del funeral de la reina Victòria. Una de les seves obres més ambicioses va ser el panell de l'ambulatori de la Royal Exchange que va retratar Elisabet I d'Anglaterra obrint la primera Royal Exchange el 1571. La seva trilogia de pintures que narra els moments finals, la mort i l'enterrament de Carles I va ser popular, però hi va haver cert desacord sobre la representació del bloc sobre el qual el rei s'agenollava per ser decapitat. Alguns van discutir sobre l'exactitud, sostenint que el bloc de l'època era més baix, es trobava a pocs centímetres del terra, i que per arribar-hi, el rei hauria hagut de estirar-se.
Crofts vivia a 'The Green', que va ajudar a redissenyar, al costat de l'església de Blythburgh a Suffolk. S'havia casat amb una dama alemanya, Elizabeth Wüsthofen de Düsseldorf, i van tenir una filla. L'artista va morir d'una pneumònia a Burlington House el 19 de març de 1911. El seu funeral es va celebrar a l'església de St. James, Piccadilly, el dijous 23 de març, seguit del seu enterrament al cementiri Kensal Green. Una venda de les seves obres restants es va celebrar a Christie, Manson & Woods el dilluns 18 de desembre de 1911.
Si bé les imatges de Crofts eren populars a les dècades de 1870 i 1880, el públic va perdre la gana per les pintures de guerra als primers anys del segle XX després dels contratemps a Sud-àfrica. El seu obituari va assenyalar que "el seu gust era una mica teatral, i el seu talent no prou bo per redimir-lo... és segur dir que el recordaran millor, no per ells, sinó per la seva bona feina a les escoles de l'Acadèmia i pels seus serveis administratius al cos del qual era un membre útil... el gust exigent de l'actualitat demana quelcom menys convencional que les seves escenes de batalla més aviat superficials". Si bé les imatges de l'artista es continuen utilitzant com a il·lustració en llibres d'història i militars, avui dia poques vegades s'esmenta com un artista històric significatiu.

## Pintures (selecció)
- Després de Flodden —El rei Jaume IV d'Escòcia: muntat i ferit de mort (1877)
- El complot de la pólvora (1892)
- Wallenstein: Una escena de la Guerra dels Trenta Anys (1884 - Galeria d'Art de Leeds)
- L'obertura del primer Royal Exchange per la reina Isabel el 23 de gener de 1570. (1899) Mural al Royal Exchange, Londres

### Guerra civil anglesa
- Oliver Cromwell a la batalla de Marston Moor (1877)
- Prince Rupert and Staff (1875 - Museus i galeries d'art d'Ipswich)
- Ironsides tornant del saqueig d'un Cavalier's House (1877)
- Carles I de camí a l'execució (1883)
- Al signe del senglar blau, Holborn (Cromwell interrogant a un presoner) (1883 - Dudley Museum and Art Gallery)
- El retorn d'una incursió (1886)
- El roure de Boscobel (1889)
- Hampden cavalcant lluny de Chalgrove Field (1889)
- Whitehall, 30 de gener de 1649 (1890)
- Un comboi parlamentari sorprès pels reialistes (1891)
- Carles I a la batalla d'Edgehill (1892)
- Prince Rupert (1893)
- Caps rodons victoriosos (1894)
- Cromwell interrogant a un presoner (1895 – Mappin Art Gallery, Sheffield)
- Al rescat: un episodi de la guerra civil (Treball de diploma, 1896 - Royal Academy of Art)
- Carles II a Whiteladies després de la batalla de Worcester (1898)
- Oliver Cromwell a l'assalt de Basing House (1900 - Leeds Art Gallery)
- La rendició del castell de Donnington (1903)
- El príncep Rupert i el seu personal a Marston Moor (1903)
- Funeral del rei Carles I, capella de Sant Jordi, Windsor (1907)
- La rendició de la ciutat de York als Roundheads (1908)
- Cromwell després de la batalla de Marston Moor (1909 - Towneley Hall Art Gallery and Museum, Burnley)
- Guillem III a Landen

### Guerra de Successió Espanyola
- Marlborough al capdavant de les seves tropes
- Obrint el camí
- Cavalleria al camí
- Marlborough després de la batalla de Ramillies

### Guerra de Successió austríaca
- Jordi II a Dettingen

### Guerres Napoleòniques
- Ligny. (1875)
- El matí de la batalla de Waterloo (1876 - Mappin Art Gallery, Sheffield)
- La marxa de Wellington de Quatre Bras a Waterloo (1876 – Mappin Art Gallery, Sheffield)
- El vespre de la batalla de Waterloo (1879 – Walker Art Gallery, Liverpool)
- Una pausa en l'atac – Hougoumont, Waterloo (1881 – Cavalleria i Club de la Guàrdia, Londres)
- Una pausa en l'atac - Hougoumont, Waterloo (1882)
- A la granja de Mont St. Jean (1882)
- Napoleó sortint de Moscou (1887)
- El matí de Waterloo: la seu de Napoleó (1891)
- L'últim gran atac de Napoleó a Waterloo (1895)
- La captura d'una bateria francesa pel 52è regiment a Waterloo (1896 - Museu Royal Green Jackets (Rifles))
- L'atac a la porteria del castell d’Hougoumont (1897)
- A prop de La Belle Alliance a l'alba del 18 de juny de 1815 (1906)

### Post Waterloo
- Càrrec dels 3r King's Own Light Dragons, Moodkee (1893 - Queen's Own Hussars)
- Una retirada: episodi de la Guerra francoprussiana (1874)
- 1870 - Un incident a la guerra francoprussiana (1874)
- Un toc de natura fa que el món sencer sigui familiar (soldat prussià donant un refrigeri a un francès ferit, 1870) (1873)